# Дюррант, Томас Фрэнк
Томас Фрэнк Дюррант VC (англ. Thomas Frank Durrant; 17 октября 1918, Фармборо — 28 марта 1942, Сен-Назер) — солдат Британской армии, сержант инженерных войск, посмертно кавалер Креста Виктории (единственный кавалер, получивший крест за боевые действия на море по представлению, написанному военнопленным по инициативе офицера вооружённых сил противника).

## Биография

### Ранние годы
Родился 17 октября 1918 в Лондоне, боро Бромли, округе Фарнборо. Проживал на Грин-Стрит. Бросил школу в раннем возрасте и работал сначала помощником мясника, а затем учеником строительного мастера.

### Воинская служба
1 февраля 1937 Дюррант поступил на воинскую службу в Корпус королевских инженеров, служебный номер 1874047. В 1940 году по приказу Уинстона Черчилля началось создание подразделений коммандос, которые могли бы предпринимать вылазки на оккупированное врагом побережье. Дюррант записался добровольцем в отдельные роты особого назначения и попал во 2-ю роту. В её составе он участвовал в обороне Норвегии, дослужившись до звания сержанта. После возвращения его роты домой произошла реорганизация войск, и все роты слились в батальоны, которые и стали называться подразделениями коммандос. Дюррант продолжил службу в 1-м подразделении.

### Рейд на Сен-Назер
Ночью 28 марта 1942 была предпринята атака на хорошо защищённые доки Сен-Назера, которая известна в британских кругах как операция «Колесница» или рейд на Сен-Назер. В ходе этой операции были задействованы как военно-морские силы, так и отряды коммандос. Ядром атакующих было 2-е подразделение коммандос с вспомогательными частями подрывников. Британцы ставили своей целью уничтожение сухого дока, чтобы лишить немцев возможности ремонтировать крупные корабли (такие, как «Тирпиц») и постараться застать идущие в доки немецкие суда врасплох. Из шестисот человек, отплывших из Фалмута, вернулись домой только 225. В ходе рейда сержант Дюррант руководил расчётом пулемёта Lewis на моторной лодке ML 306. Выйдя в устье реки Луары к порту Сен-Назер, экипаж судна попал под плотный огонь с побережья и немецкого эсминца Jaguar. В ходе боя с немецким эсминцем Дюррант получил множественные ранения в голову, обе руки, обе ноги, грудь и живот. Он умер на руках у немецких врачей в военном госпитале в Сен-Назере и был похоронен на военном кладбище Ля-Боль-Эскублак.

## Представление к награде
Спустя неделю после рейда командир немецкого эсминца капитан-лейтенант Ф. К. Пауль встретился с подполковником коммандос Огастусом Ньюменом, попавшим в плен и содержавшимся в лагере в Ренне. Пауль, привлекая внимание Ньюмена, стал утверждать, что тот обязан представить Дюрранта за столь смелый поступок к высшей воинской награде.
Официальное заявление о награждении Томаса Дюрранта с описанием его подвига было опубликовано в London Gazette:

За великую храбрость, мастерство и преданность долгу — из расчёта пулемёта Lewis на HM ML 306 в рейде на Сен-Назер от 28 марта 1942.
Моторное судно 306 попало под плотный огонь, идя вверх по реке Луара к порту. Сержант Дюррант, находясь на корме, где он не был прикрыт или защищён чем-либо, занялся вражескими артиллерийскими позициями и береговыми прожекторами. В ходе этого боя он был несколько раз ранен в руку, но отказался покидать орудийную позицию. Моторное судно позднее спустилось по реке и было атаковано немецким эсминцем с расстояния 50—60 ярдов и ближе. В этом бою сержант Дюррант продолжил обстреливать мостик судна с величайшим хладнокровием, и совершенно игнорируя вражеский огонь. Моторное судно освещалось вражескими прожекторами, и сержант Дюррант привлекал на себя внимание всех орудий, и получал новые многократные ранения. Несмотря на новые ранения, он остался на своей открытой позиции, продолжая стрелять, хотя был уже в состоянии лишь держаться за основание орудия.
После продолжительного боя командир немецкого эсминца приказал моторной лодке сдаться. Ответ сержанта Дюрранта прозвучал очередной пулемётной очередью по мостику эсминца. Хотя он был слаб, но продолжал стрелять, расходуя магазины так быстро, как только можно было их заменять. Очередная атака вражеского судна заставила замолчать моторную лодку, но сержант Дюррант отказывался сдаться, пока с его судном не поравнялся эсминец, не подхватил лодку, и не взял в плен всех выживших.
Храбрый бой сержанта Дюрранта был высоко оценён немецкими офицерами на борту судна. Этот храбрый младший офицер умер от многочисленных ранений, полученных в бою.
Оригинальный текст (англ.)For great gallantry, skill and devotion to duty when in charge of a Lewis gun in HM Motor Launch 306 in the St Nazaire raid on 28 March 1942.

Motor Launch 306 came under heavy fire while proceeding up the River Loire towards the port. Sergeant Durrant, in his position abaft the bridge, where he had no cover or protection, engaged enemy gun positions and searchlights ashore. During this engagement he was severely wounded in the arm but refused to leave his gun. The Motor Launch subsequently went down the river and was attacked by a German destroyer at 50 to 60 yards range, and often closer. In this action Sergeant Durrant continued to fire at the destroyer's bridge with the greatest of coolness and with complete disregard of the enemy's fire. The Motor Launch was illuminated by the enemy searchlight, and Sergeant Durrant drew on himself the individual attention of the enemy guns, and was again wounded in many places. Despite these further wounds he stayed in his exposed position, still firing his gun, although after a time only able to support himself by holding on to the gun mounting.
After a running fight, the Commander of the German destroyer called on the Motor Launch to surrender. Sergeant Durrant's answer was a further burst of fire at the destroyer's bridge. Although now very weak, he went on firing, using drums of ammunition as fast as they could be replaced. A renewed attack by the enemy vessel eventually silenced the fire of the Motor Launch, but Sergeant Durrant refused to give up until the destroyer came alongside, grappled the Motor Launch and took prisoner those who remained alive.

Sergeant Durrant's gallant fight was commended by the German officers on boarding the Motor Launch. This very gallant non-commissioned officer later died of the many wounds received in action.

Статья была опубликована 15 июня 1945, в тот же день, когда был награждён Ньюмен. 29 октября 1946 Крест Виктории, которым был посмертно награждён Томас Дюррант, был вручён его матери в Букингемском дворце королём Георгом VI. Ныне крест является экспонатом в музее Королевских инженеров в Джиллингеме.